# Ryan Moloney
Ryan Moloney es un actor australiano, más conocido por interpretar a Jarrod Rebecchi en Neighbours. 

## Biografía
Ryan Moloney apoya a la Asociación de Síndrome de Down de Victoria, Australia y ha estado involucrado en proyectos para escuelas del departamento de policía de Victoria.
El 16 de noviembre de 2003 se casó con Alison Hayward y el 30 de octubre de 2006 tuvieron su primera hija, Erin Grace Moloney y en el 2008 a su hijo, Jack.

## Carrera
En 1993 a la edad de 14 años participó en la película dramática Say a Little Prayer, donde interpretó a Thug; la película está basada en la novela de Robin Klein, Came Back to Show You I Could Fly.
Su primera participación en la exitosa serie australiana Neighbours fue en 1994 interpretando el pequeño papel de Cyborg. Poco después Ryan audicionó para el papel de Brett Stark, pero este le fue dado al actor Brett Blewitt. En 1995 regresó de nuevo a la serie como invitado y debido al éxito de su personaje en 1996 se unió de forma permanente al elenco de la exitosa serie, donde interpreta al abogado Toadfish Rebecchi, hasta la actualidad. Rebecchi es el hermano de Kevin "Stonefish" Rebecchi.
Por su interpretación en el 2004 fue nominado a un premio Golden Rose en la categoría de mejor actuación masculina en una serie. 
En el 2006 interpretó a Simon en la película corta Massacre of the Innocents.
En enero del 2013 se unió al elenco de la versión británica de la undécima temporada del programa Celebrity Big Brother, en donde quedó en tercer lugar.

## Filmografía

### Series de televisión
| Año             | Título     | Personaje         | Notas           |
| --------------- | ---------- | ----------------- | --------------- |
| 1994 - presente | Neighbours | Toadfish Rebecchi | 1,864 episodios |

### Películas
| Año  | Título                    | Personaje | Notas                                                            |
| ---- | ------------------------- | --------- | ---------------------------------------------------------------- |
| 2006 | Massacre of the Innocents | Simon     | corto - junto a ichard Di Gregorio, Niniane Le Page & Emma Moore |
| 2000 | Enemies Closer            | Terry     | junto a Kristy Wright, Damen Stephenson & Holly Brisley          |
| 1993 | Say a Little Prayer       | Thug      | junto a Fiona Ruttelle, Rebecca Smart & Lynne Murphy             |

### Apariciones
| Año         | Programa                      | Notas                                  |
| ----------- | ----------------------------- | -------------------------------------- |
| 2013        | Celebrity Big Brother         | 24 episodios - concursante             |
| 2012 - 2013 | Big Brother's Bit on the Side | 24 episodios                           |
| 2012        | The Wright Stuff              | panelista invitado - episodio # 17.128 |

### Videos musicales
| Año  | Canción        | Cantante  | Notas                        |
| ---- | -------------- | --------- | ---------------------------- |
| 2010 | Send Me A Sing | Sam Clark | apareció en el video musical |

### Teatro y panto
| Año  | Obra       | Personaje | Director | Teatro                                  | Notas                                                          |
| ---- | ---------- | --------- | -------- | --------------------------------------- | -------------------------------------------------------------- |
| 2007 | Cinderella | Tool      | -        | -                                       | junto a Hayley Tamaddon, Matt Baker, Bobby Knutt & Rob McVeigh |
| 2005 | Cinderella | Buttons   | -        | Marlowe Theatre                         | junto a Sheila Ferguson & Andy Scott-Lee                       |
| 2004 | Honesty    | -         | -        | Melbourne International Comedy Festival | -                                                              |

## Premios y nominaciones
| Año  | Categoría                       | Premio                  | Serie      | Resultado |
| ---- | ------------------------------- | ----------------------- | ---------- | --------- |
| 2017 | Best Daytime Star               | Inside Soap Award       | Neighbours | Nominado  |
| 2013 | Best Daytime Star               | Inside Soap Award       | Neighbours | Nominado  |
| 2012 | Best Daytime Star               | Inside Soap Award       | Neighbours | Ganador   |
| 2011 | Best Daytime Star               | Inside Soap Award       | Neighbours | Ganador   |
| 2010 | Best Daytime Star               | Dolly Teen Choice Award | Neighbours | Ganador   |
| 2004 | Best Male Performance in a Soap | Golden Rose d'Or Award  | Neighbours | Nominado  |